# Список командующих Королевской голландской ост-индской армией
Список командующих Королевской голландской ост-индской армией (нидерл. Commandant van het Koninklijk Nederlandsch-Indisch Leger) — высшая воинская должность в Королевской голландской ост-индской армии в 1815—1950 годах.

## Список командующих Королевской голландской ост-индской армией
| Звание             | Имя                            | Начало           | Конец            |
| ------------------ | ------------------------------ | ---------------- | ---------------- |
| Генерал-майор      | Карл Антхинг                   | 21 апреля 1815   | 23 января 1819   |
| Генерал-губернатор | Годерт ван дер Капеллен        | 23 января 1819   | 5 мая 1819       |
| Генерал-майор      | Хендрик де Кок                 | 5 мая 1819       | 31 декабря 1825  |
| Генерал-майор      | Жозефус ван Ген                | 31 декабря 1825  | 24 июня 1828     |
| Генерал-лейтенант  | Хендрик де Кок                 | 24 июня 1828     | 11 сентября 1828 |
| Генерал-майор      | Беньямин Бисофф                | 11 сентября 1828 | 7 июля 1829      |
| Генерал-лейтенант  | Хендрик де Кок                 | 7 июля 1829      | 26 мая 1830      |
| Генерал-губернатор | Йоханнес ван ден Босх          | 26 мая 1830      | 2 ноября 1831    |
| Генерал-лейтенант  | Хюберт де Стюэрс               | 2 ноября 1831    | 26 марта 1835    |
| Генерал-майор      | Франс Кохиус                   | 26 марта 1835    | 1 января 1848    |
| Генерал-майор      | Карел ван дер Вейк             | 1 января 1848    | 20 февраля 1849  |
| Генерал-лейтенант  | Андреас Михилс                 | 20 февраля 1849  | 14 апреля 1849   |
| Генерал-лейтенант  | Карл фон Саксен-Веймар-Эйзенах | 14 апреля 1849   | 30 декабря 1851  |
| Генерал-майор      | Герхардус Баккер               | 30 декабря 1851  | 21 февраля 1854  |
| Генерал-лейтенант  | Франсуа де Стюэрс              | 21 февраля 1854  | 1 октября 1858   |
| Генерал-лейтенант  | Ян ван Свитен                  | 1 октября 1858   | 4 марта 1862     |
| Генерал-лейтенант  | Корнелис де Брау               | 4 марта 1862     | 18 декабря 1862  |
| Генерал-лейтенант  | Шарль Схимпф                   | 18 декабря 1862  | 30 апреля 1865   |
| Генерал-лейтенант  | Август Андресен                | 30 апреля 1865   | 20 февраля 1869  |
| Генерал-лейтенант  | Виллем Крусен                  | 20 февраля 1869  | 1 января 1873    |
| Генерал-лейтенант  | Николаус Виттон                | 1 января 1873    | 19 апреля 1875   |
| Генерал-лейтенант  | Гиллис де Неве                 | 19 апреля 1875   | 15 апреля 1879   |
| Генерал-лейтенант  | Хёйберт Бауместер              | 15 апреля 1879   | 2 июня 1883      |
| Генерал-лейтенант  | Карел Пфейффер                 | 2 июня 1883      | 13 июля 1887     |
| Генерал-лейтенант  | Антхони Хага                   | 13 июля 1887     | 13 июля 1889     |
| Генерал-лейтенант  | Теодор ван Зейлл де Йонг       | 13 июля 1889     | 4 апреля 1893    |
| Генерал-лейтенант  | Адриан Гей ван Питтиус         | 4 апреля 1893    | 19 июня 1895     |
| Генерал-лейтенант  | Якобус Веттер                  | 19 июня 1895     | 3 сентября 1897  |
| Генерал-лейтенант  | Ламмерт Сварт                  | 3 сентября 1897  | 2 октября 1900   |
| Генерал-лейтенант  | Гериберт де Брёйн              | 2 октября 1900   | 9 февраля 1903   |
| Генерал-майор      | Йохан ван дер Вейк             | 9 февраля 1903   | 16 мая 1903      |
| Генерал-лейтенант  | Виллем Бутье                   | 16 мая 1903      | 25 февраля 1905  |
| Генерал-лейтенант  | Гейсбертус ван Котен           | 25 февраля 1905  | 31 мая 1905      |
| Генерал-майор      | Йохан ван дер Вейк             | 31 мая 1905      | 3 июля 1907      |
| Генерал-лейтенант  | Маринус Рост ван Тоннинген     | 3 июля 1907      | 14 июля 1909     |
| Генерал-лейтенант  | Питер ван дер Виллиген         | 14 июля 1909     | 13 июня 1910     |
| Генерал-лейтенант  | Готфрид ван Дален              | 13 июня 1910     | 2 апреля 1914    |
| Генерал-лейтенант  | Йохан Михилсен                 | 2 апреля 1914    | 14 февраля 1916  |
| Генерал-лейтенант  | Хендрик Кронауэр               | 14 февраля 1916  | 31 мая 1916      |
| Генерал-лейтенант  | Валтер де Греве                | 31 мая 1916      | 2 мая 1918       |
| Генерал-лейтенант  | Корнелис ван Ритсотен          | 2 мая 1918       | 2 сентября 1920  |
| Генерал-лейтенант  | Геррард Дейкстра               | 2 сентября 1920  | 2 сентября 1922  |
| Генерал-лейтенант  | Франс Крусен                   | 2 сентября 1922  | 2 декабря 1924   |
| Генерал-лейтенант  | Карел Герт ван Вейк            | 2 декабря 1924   | 1 сентября 1926  |
| Генерал-лейтенант  | Виллем Блитс                   | 1 сентября 1926  | 2 ноября 1926    |
| Генерал-лейтенант  | Германус ла Лау                | 2 ноября 1926    | 2 октября 1929   |
| Генерал-лейтенант  | Хейнрих Крамер                 | 2 октября 1929   | 23 ноября 1932   |
| Генерал-лейтенант  | Йоханнес Костер                | 23 ноября 1932   | 30 июля 1935     |
| Генерал-лейтенант  | Мюрк Бурстра                   | 30 июля 1935     | 26 июля 1939     |
| Генерал-лейтенант  | Герардус Беренсот              | 26 июля 1939     | 13 октября 1941  |
| Генерал-лейтенант  | Хейн тер Портен                | 13 октября 1941  | 7 октября 1943   |
| Генерал-лейтенант  | Людолф ван Ойн                 | 7 октября 1943   | 31 января 1946   |
| Генерал-лейтенант  | Симон Спор                     | 31 января 1946   | 25 мая 1949      |
| Генерал-лейтенант  | Дирк Бюрман ван Вреден         | 25 мая 1949      | 28 января 1950   |